# Callia bicolor
Callia bicolor là một loài bọ cánh cứng trong họ Cerambycidae.